# Calyptorhynchus
Calyptorhynchus es un género de aves psitaciformes de la familia de las cacatúas (Cacatuidae). 
Incluye cinco especies:
- Cacatúa colirroja (Calyptorhynchus banksii) (Latham, 1790)
- Cacatúa fúnebre piquilarga (Calyptorhynchus baudinii) Lear, 1832
- Cacatúa fúnebre coliamarilla (Calyptorhynchus funereus) (Shaw, 1794)
- Cacatúa lustrosa (Calyptorhynchus lathami) (Temminck, 1807)
- Cacatúa fúnebre piquicorta (Calyptorhynchus latirostris) Carnaby, 1948